# بوعلام صنصال
بوعلام صنصال (انگلیسی: Boualem Sansal؛ زادهٔ ۱ ژوئیهٔ ۱۹۴۹) یک مؤلف فرانسوی زبان اهل الجزایر است.
بوعلام صنصال در سال ۱۹۴۸ در شهر الجزیره به دنیا آمده است و از مشهورترین نویسندگان الجزایر محسوب می‌شود. وی اخیراً در مقاله‌ها و رمان‌هایش از خطرات اسلامگرایان هشدار می‌دهد. در سال ۲۰۱۱ او جایزه صلح کتاب‌فروشان آلمان را دریافت نمود.
رمان او به نام "۲۰۸۴" در اواخر ماه اکتبر ۲۰۱۵ برنده جایزه مشهور "جایزه بزرگ رمان فرهنگستان فرانسه" شد. در بهار ۲۰۱۶ این کتاب توسط انتشارات مرلین در آلمان منتشر شد.
وی همچنین برنده جوایزی دیگری همچون، جایزه اولین رمان، مدرک افتخاری نیز شده است.